# 火災旋風

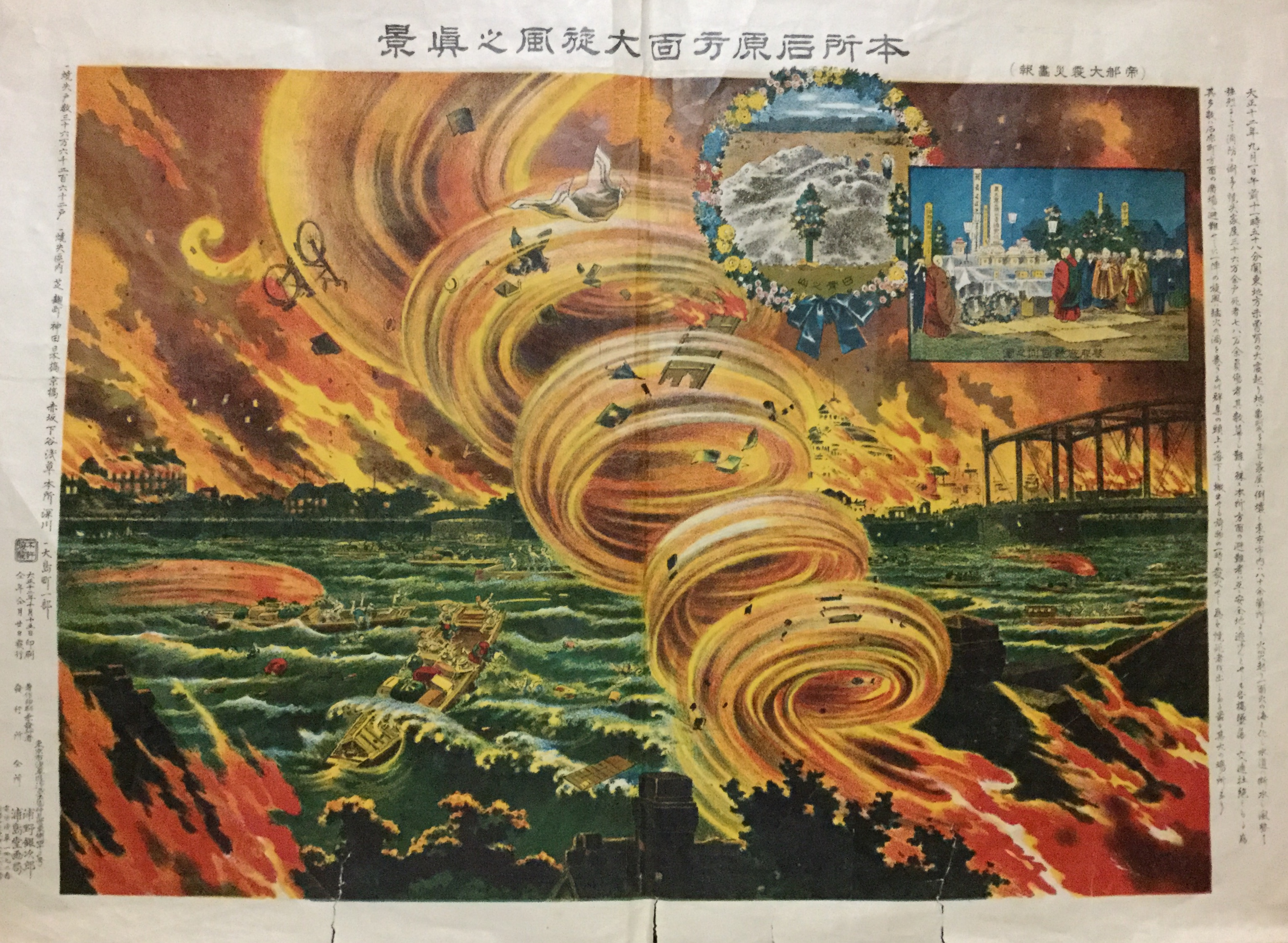
関東大震災による火災旋風を描いた図

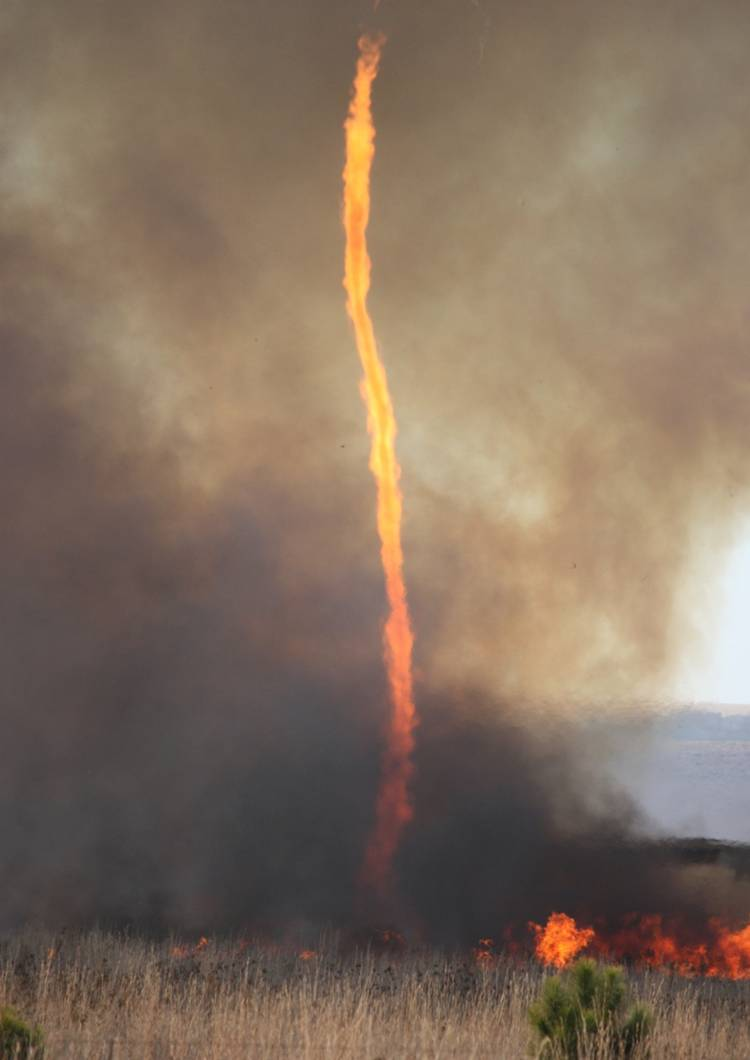
原野火災に生じた火災旋風

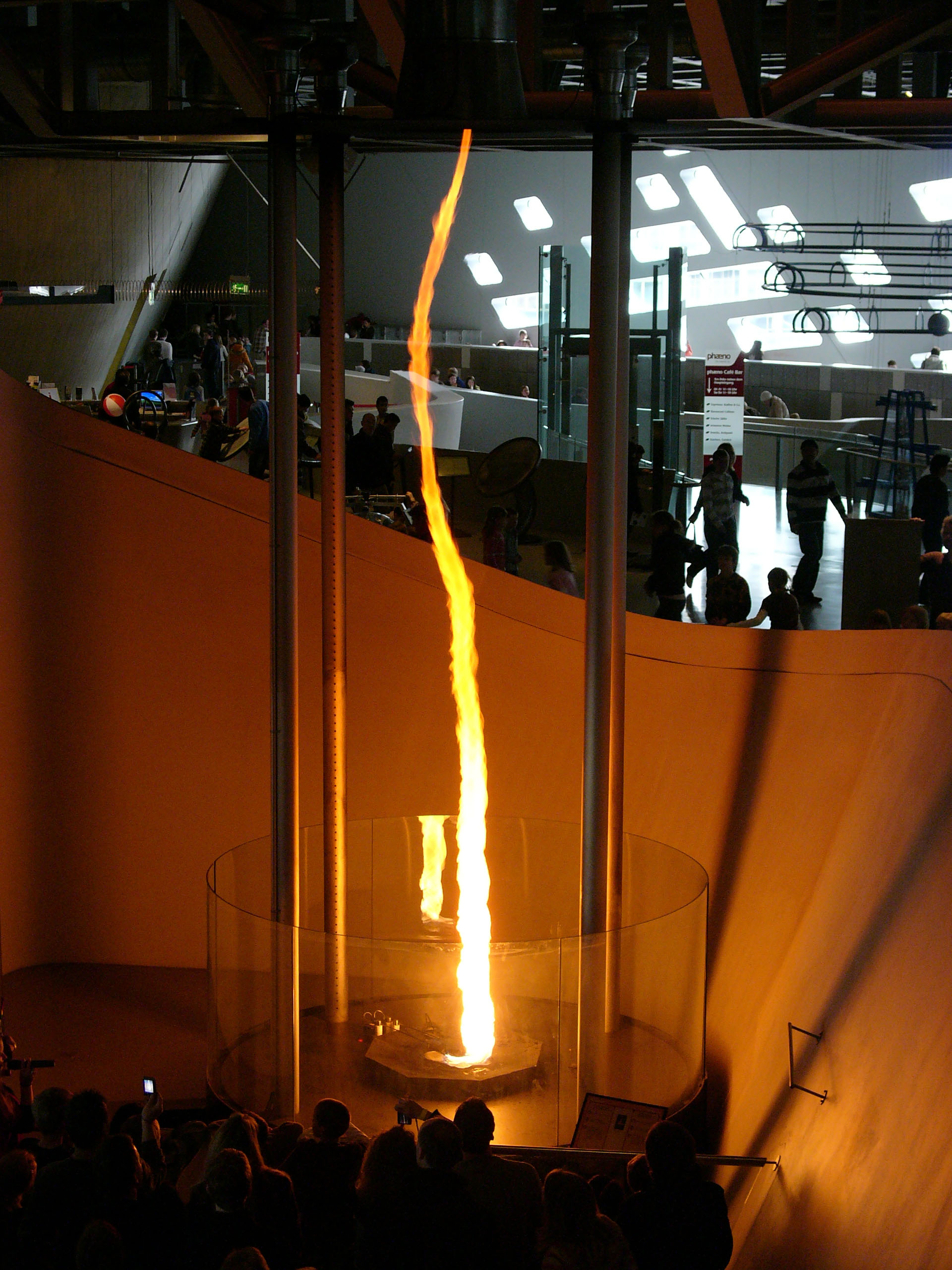
火災旋風の発生実験の様子

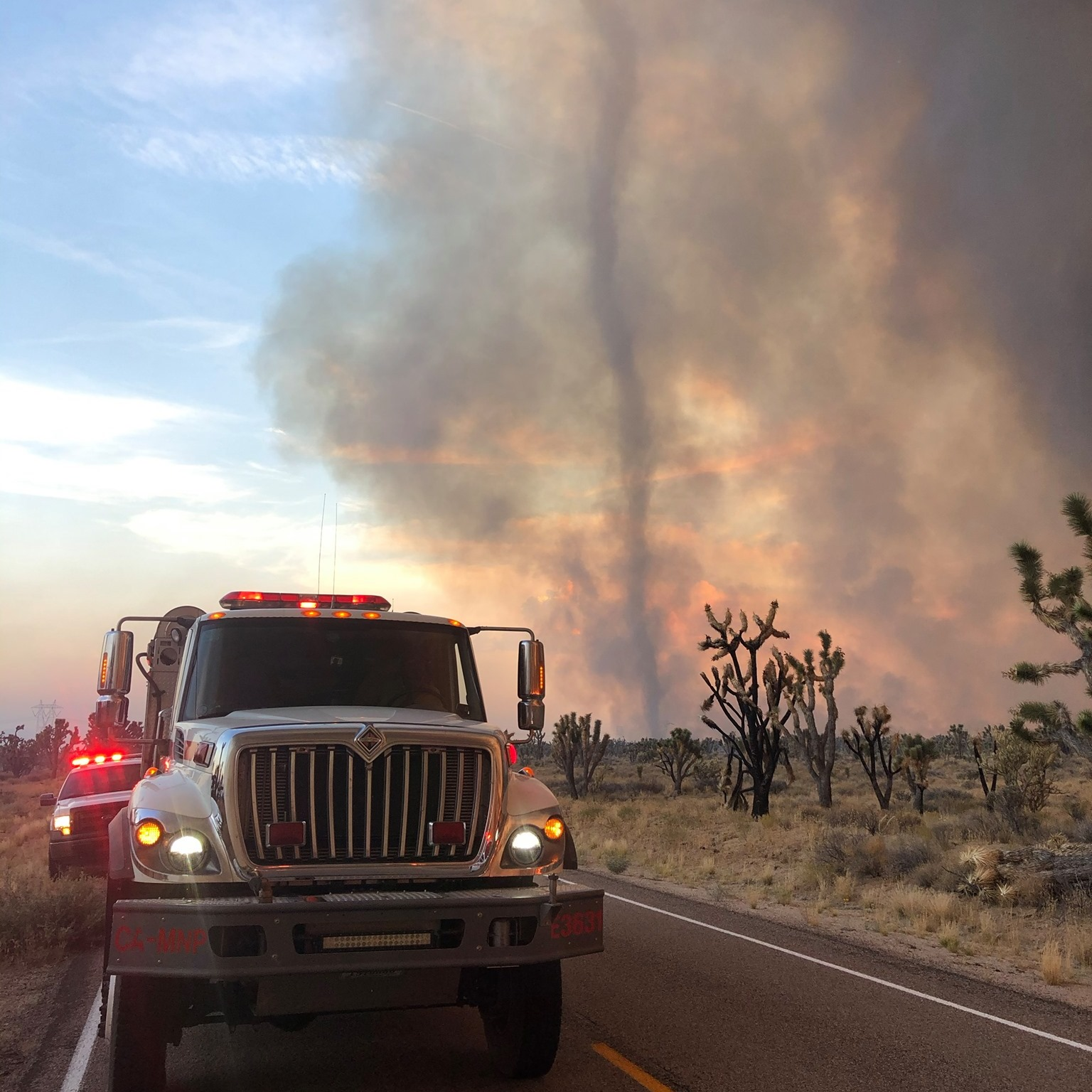
火災で生じた黒煙の渦（この種のものを火災旋風に含める場合もある：#分類参照）

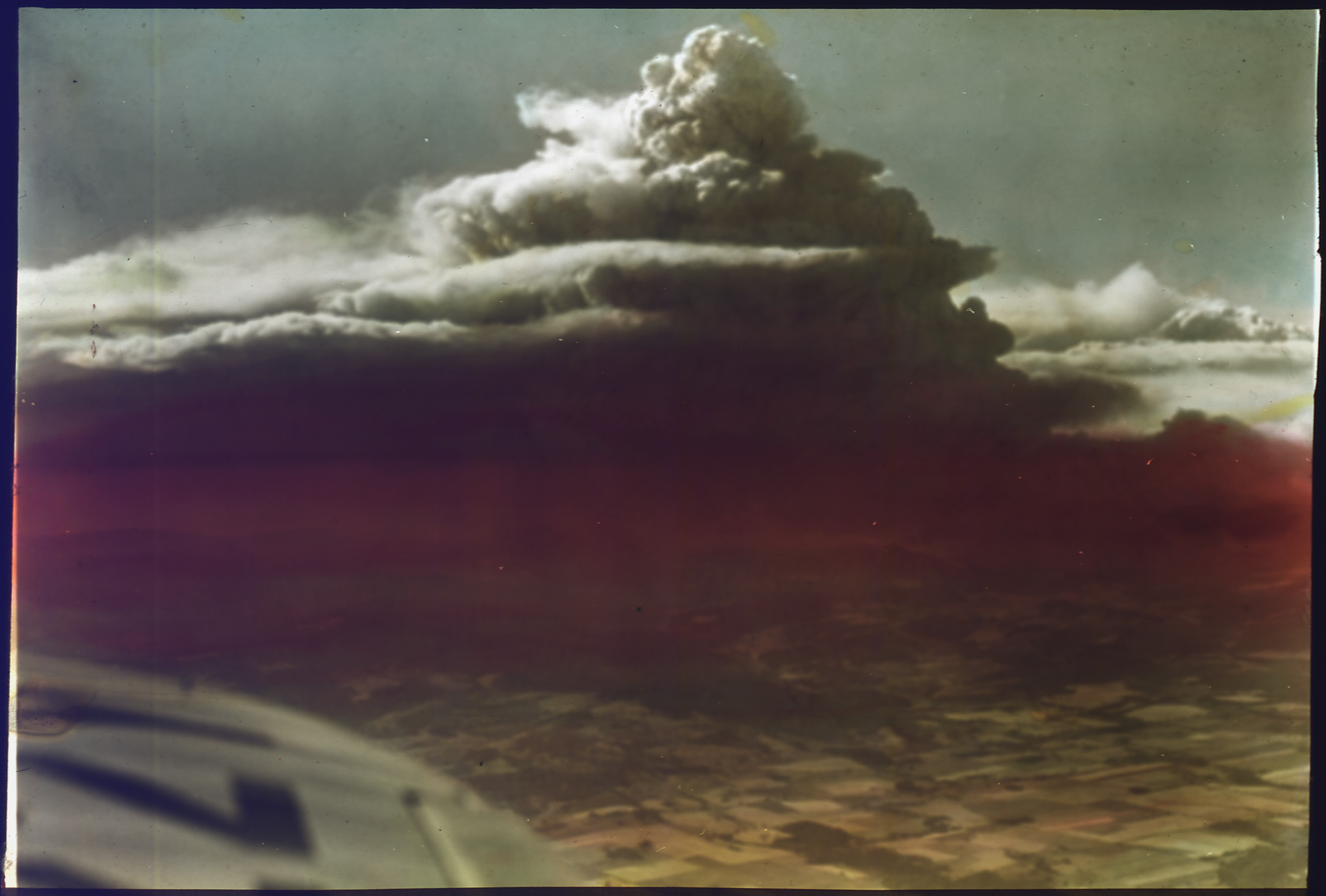
航空機から遠望する山火事に伴う火災嵐（この種のものを火災旋風に含める場合もある：#分類参照）

火災旋風（かさいせんぷう）とは、大規模な火災の際に発生することがある、局地的に強い風を吹かせる炎を伴った旋風（つむじ風）。大きな被害をもたらすことがある。
日本語では火災旋風のほか、火事旋風の表記もみられる。英語ではfire whirlの訳が充てられる。

## 概要
山火事、市街地の大火、石油コンビナートの火災などで、範囲が広いときに発生する。地震などの自然災害、空襲などでも発生する。
ときに外観は竜巻に似るが、竜巻は上空の大気状態により発生する全く別のものである。
火災旋風の発生メカニズムは完全には判っていないものの、いくつかの説がある。
個々に発生した火災が空気中の酸素を消費し、火災の発生していない周囲から空気を取り込むことで、局地的な上昇気流が生じ、これによって、燃焼している中心部分から熱された空気が上層へ吐き出され、それが炎を伴った旋風になるとする説がある。さらに、これが酸素濃度の高い方向へと動いてゆき、被害が拡大していくと見られている。
一定以上の風のある天候下では、火災域から火災により生じる上昇気流は、垂直よりも風下側に傾く。例えば篠原ら (2018)の屋外実験では、このときに上昇気流は二股に分かれて互いに逆方向に回転する1対の渦になることが確認され、2016年12月の糸魚川大火を解析した火災域内の風況はこれに合致するという。また、対の渦が延焼の速度を増したり飛び火に方向性を持たせたりする要因の可能性もあるとしている。
都市中心部では、ビル風によって火災旋風が発生する可能性も指摘されている。
火災旋風の内部は秒速100m以上に達する炎の旋風であり、これに巻き込まれた者には、高温のガスや炎を吸い込み呼吸器を損傷したことによる窒息死が多く見られる。
一方、旋風の温度は1000°Cを超えるとされ、輻射熱による被害も生じる。

## 分類
Lee（1972）は、静止型火災旋風（stationary firestomtype）と移動型火災旋風（moving fire stomtype）の2種類に分類した。
以下のような区分をすることもある。
- 黒煙状の竜巻状渦 - 火炎を含まないもので、火災域の周辺部で発生する[5]。一定の風のもと、火災域の風下に発生しやすい[5]。
- 火柱状渦 - 火炎の渦。火災域の内部で発生する。黒煙状の渦から火柱状渦になる場合も、逆の場合もある[5]。
- 火災嵐(firestorm) - 火災域全体の空気が旋回するもの[5]。

## 主な発生事例
1755年のリスボン地震や1923年の関東大震災を始めとして、世界各地で多数発生してきた。1943年のハンブルク空襲、1945年のドレスデン大空襲、東京大空襲、広島市への原子爆弾投下、長崎市への原子爆弾投下などの大規模な空襲によっても発生が確認されている。
関東大震災では、約4万人が焼死した東京の本所被服廠跡のほか、横浜、小田原、真鶴、厚木でも発生が報告されている。報告によると、自転車や荷車、更には人間をも家屋を超える高さに巻き上げたという証言があって、これを事実と仮定して推測される上昇気流の風速は30 - 50メートル毎秒に達する。横浜では火災旋風が2キロ超を移動したという。また、隅田川沿い、被服廠跡や寺院境内のような広い空き地に発生しやすかったともされている。

## 第二次世界大戦後に発生した事例
- 2003年
  - カリフォルニア州南部の山火事（Cedar Fire）
  - ケンタッキー州のウイスキー会社（ジム・ビーム）の貯蔵庫火災[10]
- 2011年の東日本大震災（東北地方太平洋沖地震）[11]